# Bucentaure (bateau vénitien)
Pour les articles homonymes, voir Bucentaure.

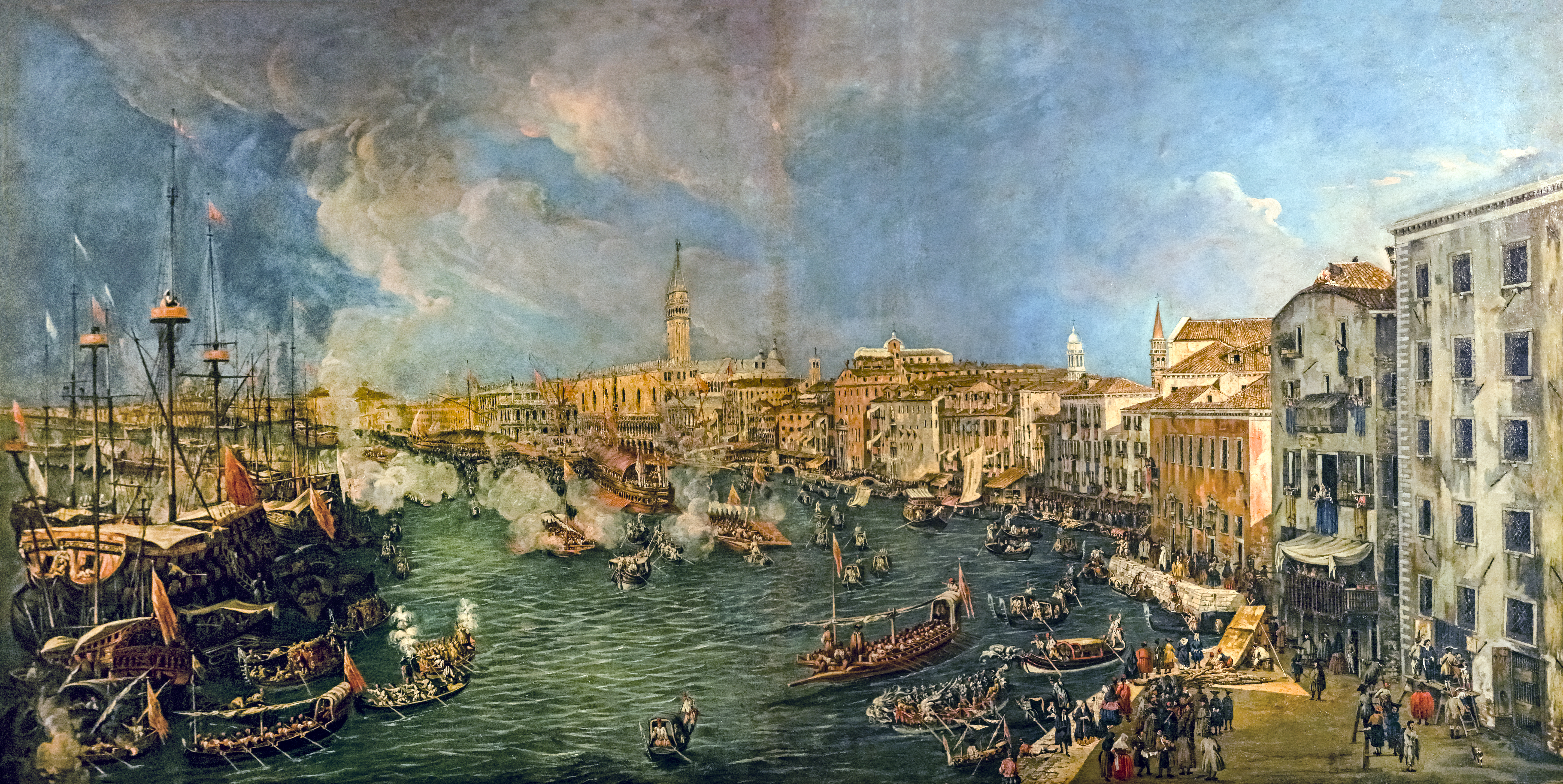
Le départ du Bucentaure Antonio Stom, 1729, Pinacoteca Querini Stampalia.

Le Bucentaure (en italien : Bucintoro) était un bâtiment de parade dont on se servait à Venise pour la célébration du mariage du doge avec la mer, cérémonie qui s'accomplissait le jour de l'Ascension. 

## Présentation

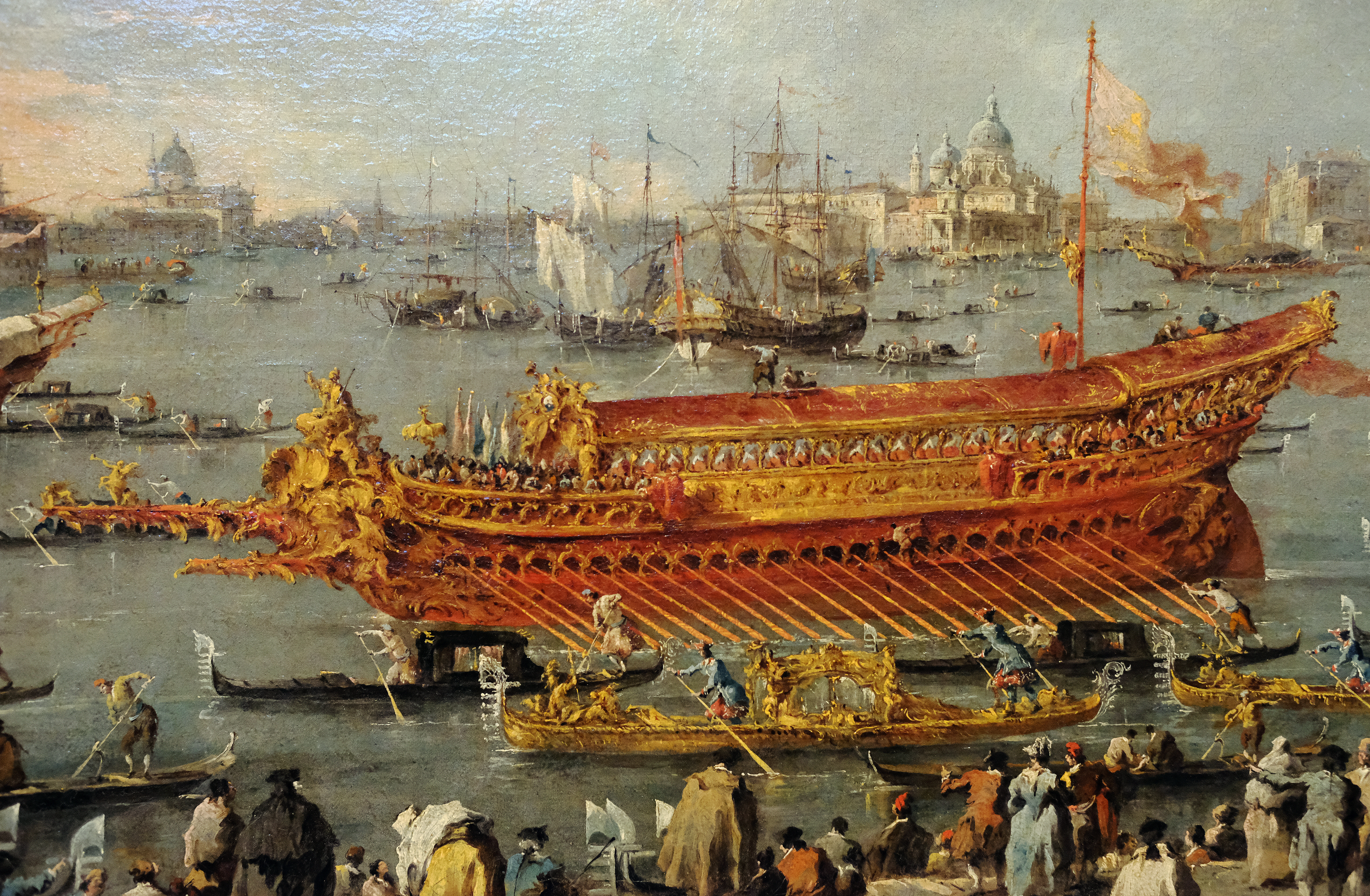
Vue détaillée du Bucentaure.

C'était une sorte de galère très haute sans mât ni voile, desservie par des rameurs et couronnée par une espèce d'estrade demi-circulaire, d'où chaque année le doge jetait un anneau d'or dans l'Adriatique comme signe qu'il l'épousait. Cette coutume remonte à l'an 1177. Il tirait son nom de ce qu'il portait à la proue un bucentaure, l'image d'un centaure ayant le corps d'un bœuf au lieu de celui d'un cheval.
Depuis le XIVe siècle, Venise avait possédé quatre bateaux de ce type, qui rivalisèrent de luxe et de magnificence. Le dernier d'entre eux mesurait 34,80 m de long, 7,30 m de large, et 8,5 m de haut. Il était mu par 42 rames de 11 m de long chacune et chaque rame était manœuvrée par quatre hommes. L'équipage, composé de quarante marins, était commandé par trois amiraux qui se répartissaient sur les deux ponts du navire. Le pont supérieur, couvert par un baldaquin, accueillait 90 dignitaires assis représentant les plus hautes autorités de la ville, ainsi que le trône du doge.
Les troupes françaises brûlèrent ses décorations en 1797 afin de récupérer l'or qui les recouvrait ; la coque fut transformée en canonnière puis en ponton, avant d'être démolie en 1824.
Depuis, une Fondation Bucentaure a été créée dans le but de reconstruire le navire mythique. Le 15 mars 2008, les travaux ont débuté dans l'un des pavillons de l'arsenal de Venise. À cet effet, la France a fourni 600 chênes venus des forêts d'Aquitaine.

## Représentations par Canaletto
Canaletto le représente à plusieurs reprises lors des fêtes de l'Ascension.

"
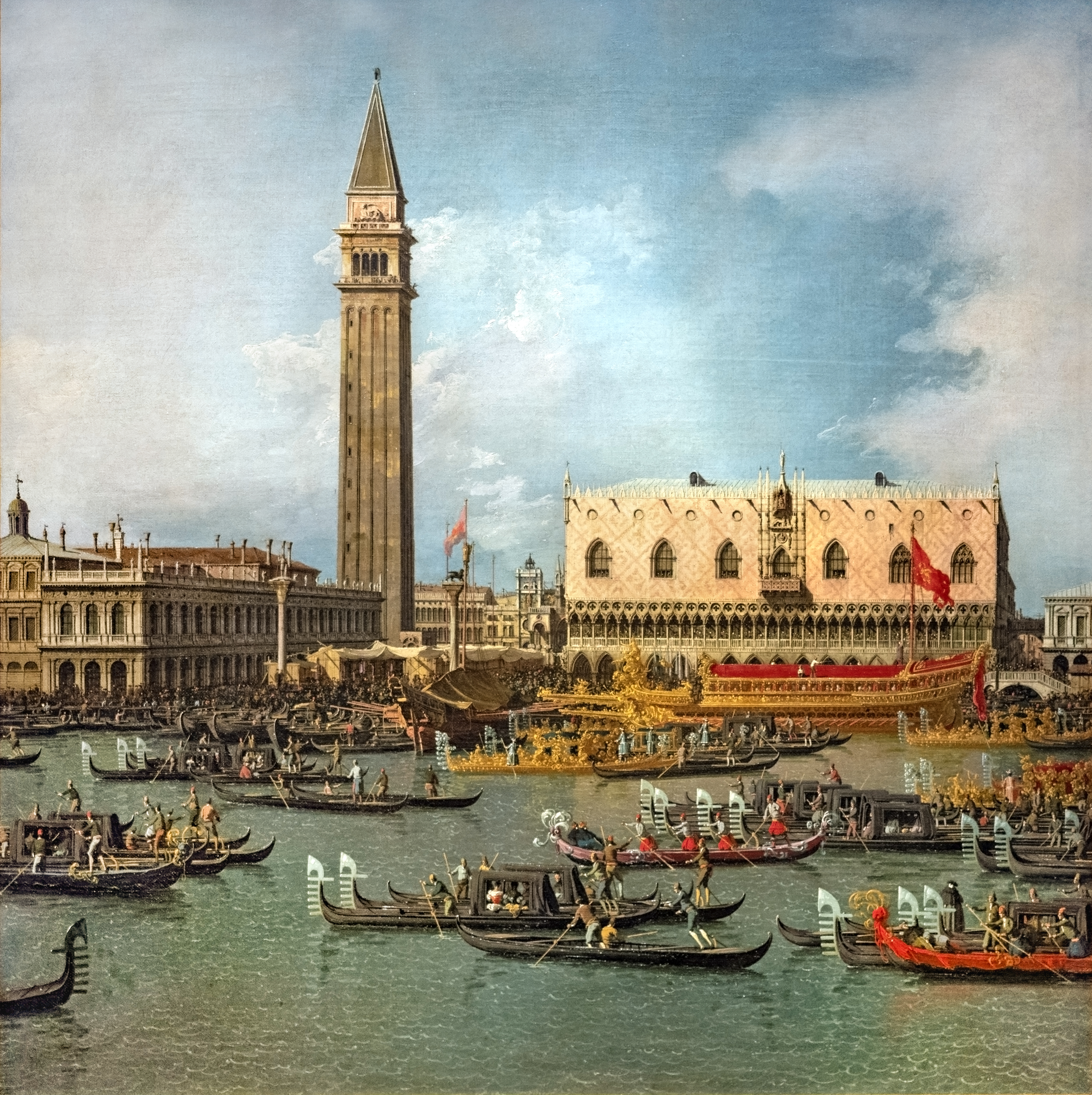
Le Retour du Bucentaure au quai du Palais Ducal, vers 1738, Holkham Hall.
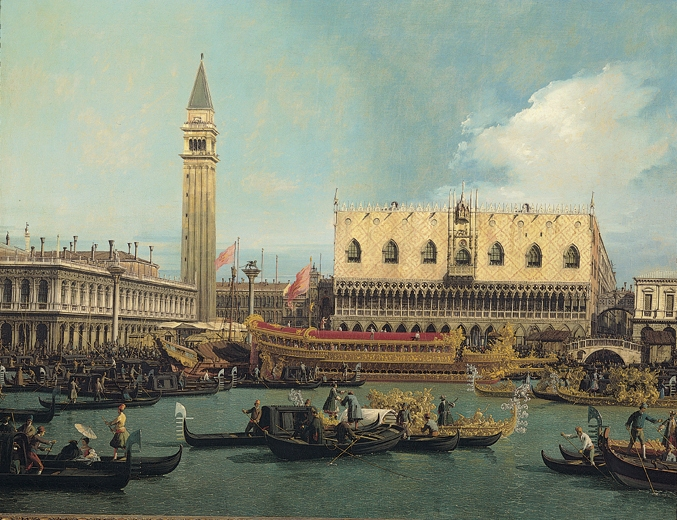
Bucentaure au Môle le jour de l'Ascension, vers 1740, Pinacoteca Giovanni e Marella Agnelli[4].
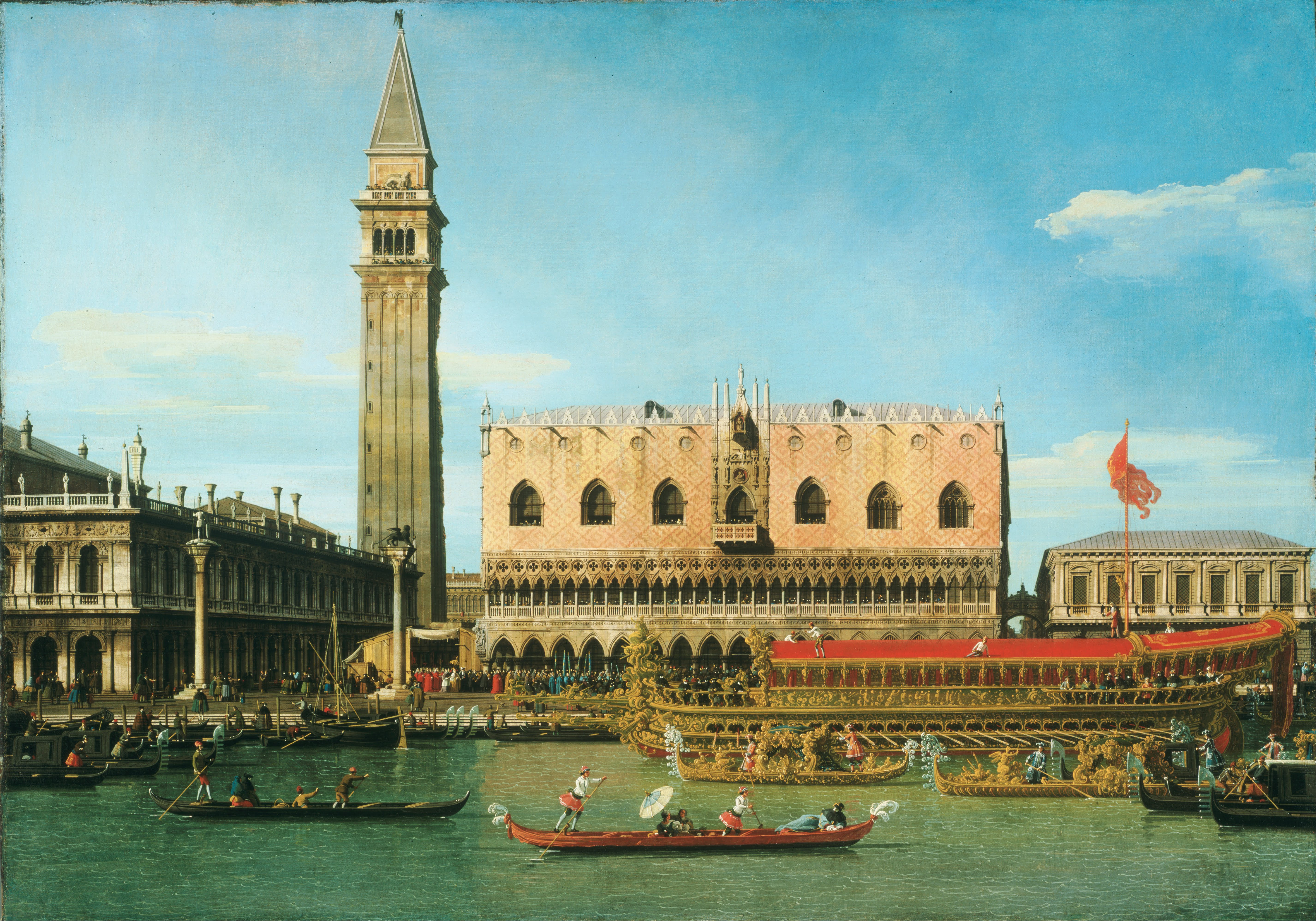
Le Bucentaure au Môle le jour de l'Ascension, vers 1745, Philadelphia Museum of Art[5].
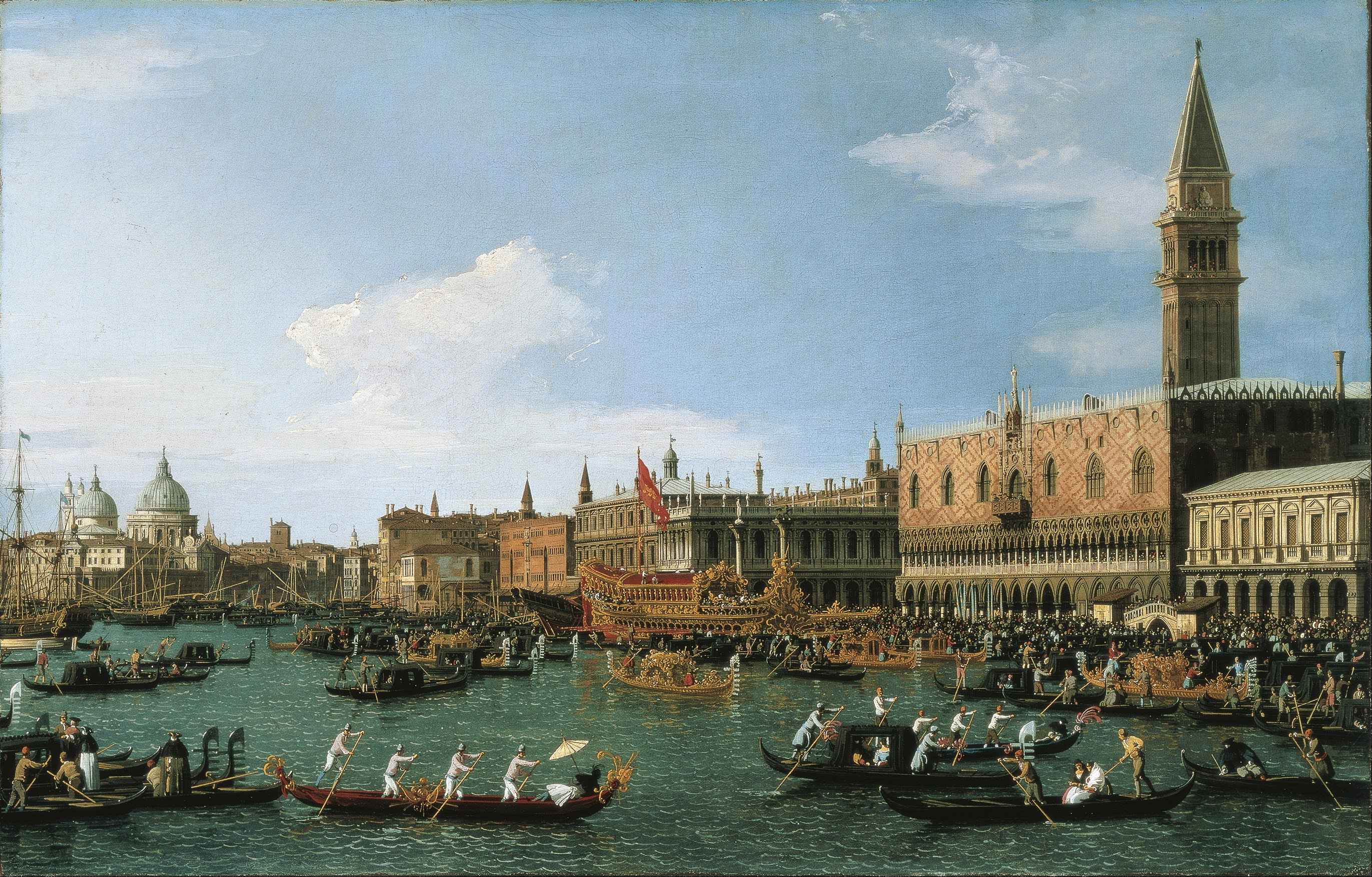
Le Bucentaure, 1745-1750, Museu Nacional d'Art de Catalunya[6].
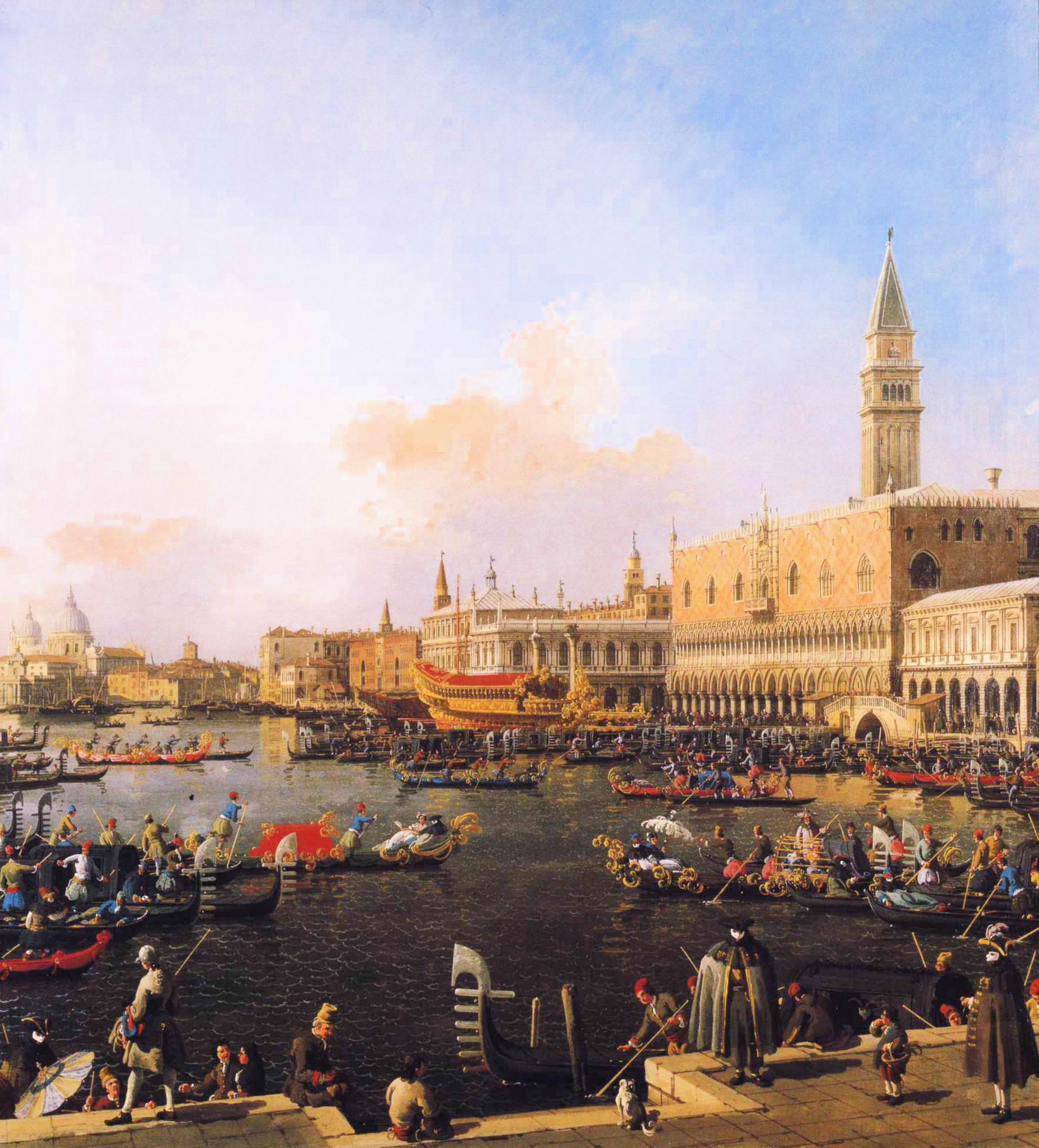
Le Bucentaure au Môle le jour de l'Ascension, collection privée[7].

## Source
Cet article comprend des extraits du Dictionnaire Bouillet. Il est possible de supprimer cette indication, si le texte reflète le savoir actuel sur ce thème, si les sources sont citées, s'il satisfait aux exigences linguistiques actuelles et s'il ne contient pas de propos qui vont à l'encontre des règles de neutralité de Wikipédia.